# Lothar Hoffmann (SS-Mitglied)
Georg Lothar Hoffmann (* 29. Juni 1905 in Posen; † 26. November 1992 in Offenbach) war ein deutscher SS-Hauptsturmführer und Gestapobeamter.

## Leben
Lothar Hoffmann war der Sohn eines Polizeibeamten. Im Oktober 1934 wurde Hoffmann als Kriminalassistentenanwärter zur Kriminalpolizei in Breslau versetzt und von dort Anfang 1935 zur Staatspolizeistelle Breslau. Bei der Gestapo Breslau blieb er bis September 1937. Von Oktober 1937 bis Juni 1938 besuchte er den Kriminalkommissarlehrgang an der Führerschule der Sicherheitspolizei in Berlin. Zum 2. Juli 1938 trat er der SS als Untersturmführer bei (SS-Nummer 290.984). Nach dem Überfall auf Polen gehörte er dem Einsatzkommando 1 der Einsatzgruppe III an. Von Oktober 1939 bis zur Räumung Lublins am 22. Juli 1944 gehörte er der Dienststelle des Kommandeurs der Sicherheitspolizei und des SD (KdS) an und war Leiter des Referats B innerhalb der Abteilung IV (Gestapo). Er war zentral verantwortlich für die Ghettoisierung, Deportation und Ermordung der Juden des Distrikts Lublin. Zum 30. Januar 1943 war er zum Hauptsturmführer befördert worden.
Am 19. Dezember 1949 wurde er in Stalingrad wegen seiner Zugehörigkeit zur Polizei bis Kriegsausbruch zu 25 Jahren Zwangsarbeit verurteilt. Im Oktober 1953 wurde Hoffmann amnestiert und in die Bundesrepublik entlassen. Hier wurde er im September 1954 in den Hessischen Polizeidienst übernommen. Zunächst war er als Kriminalkommissar beim Landeskriminalamt Wiesbaden und dann bei der Kriminalinspektion Darmstadt tätig. Im April 1955 wurde er Leiter des Staatlichen Kriminalkommissariats Limburg. Im August 1955 wurde er zum Kriminaloberkommissar befördert. Im November 1959 wurde er vom Dienst suspendiert. Am 1. November 1960  wurde er in Untersuchungshaft genommen. Nach seiner Entlassung am 4. Dezember 1961 aus der U-Haft war er weiterhin kaufmännisch tätig. Das Landgericht Wiesbaden verurteilte ihn am 1. März 1973 wegen Beihilfe zum Mord zu dreieinhalb Jahren Haft.